# Sera Cornelius
Sera Cornelius (2 de enero de 1978) es una deportista sudafricana que compitió en tiro con arco, en la modalidad de arco compuesto. Ganó una medalla de bronce en el Campeonato Mundial de Tiro con Arco al Aire Libre de 2015, en la prueba por equipo mixto.

## Palmarés internacional
| Campeonato Mundial al Aire Libre | Campeonato Mundial al Aire Libre | Campeonato Mundial al Aire Libre | Campeonato Mundial al Aire Libre |
| Año                              | Lugar                            | Medalla                          | Prueba                           |
| -------------------------------- | -------------------------------- | -------------------------------- | -------------------------------- |
| 2015                             | Copenhague (Dinamarca)           | Medalla de bronce                | Equipo mixto                     |